# 4Play
4Play – czwarta kompilacja polskiego duetu Kalwi & Remi wydana w 2007 roku. Album jest podzielony na część z muzyką house i część z muzyką trance.

## Lista utworów
CD 1House
1. Hi Track – Let's Dance (Peter Gelderblom Remix)
2. Minimalistix – Struggie for Pleasure (Houstrap Remix)
3. Kalwi & Remi – Made in USA (Oscar Deluxe Club Mix)
4. Mark Van Dale – Venezuela
5. Rockwellers Feat. Shyla – Holding on (Randy's Katana's Extended Version)
6. Sandy Chambers – Play My Music (Minimal Chic 4 Big Room Mix)
7. Axwell – I Found You
8. Harlem Hustlers – Feeling (Dub Mix)
9. Kalwi & Remi – Sunshine (Extended)
10. Funturefounk – Streets in Motion
11. Artento Divini – Groove in Me (Original Mix)

CD 2Trance
1. ATB – Feel Alive (A&t Original Club Mix)
2. Airbase – One Tear Away (Extended)
3. Menno de Jong & Leon Bolier Pres. SolarExpress – Magma
4. Orjan Nilsen Pres. Orion – Adamantica
5. Galen Behr Vs. Hydroid – Carabella
6. Kalwi & Remi Vs. Judge Jules – ADHD
7. Tiesto Feat. BT – Break My Fall (Richard Durand Remix)
8. John Marks – Insanity (Club Mix)
9. Kalwi & Remi – El Nino (the Overdoose Club Remix)
10. Energy – Energy (Club Mix)
11. Jeckyll & Hyde – Frozen Flame (Wezz & Fisher Remix)